# Ort im Innkreis
Ort im Innkreis je obec v rakouské spolkové zemi Horní Rakousy, v okrese Ried.
K 1. lednu 2013 zde žilo 1 202 obyvatel.